# Goldenes Kalb (Filmpreis)/Beste Musik
Das Goldene Kalb für die beste Musik (Gouden Kalf voor de beste muziek) honoriert beim jährlich veranstalteten Niederländischen Filmfestival die beste Filmmusik eines Wettbewerbsfilms. Die Auszeichnung wurde erstmals  im Jahr 2003 verliehen. Über die Vergabe des Preises stimmt eine Wettbewerbsjury ab.

## Preisträger
| Jahr | Preisträger                                                    | Film                       | Deutscher Verleihtitel |
| ---- | -------------------------------------------------------------- | -------------------------- | ---------------------- |
| 2003 | Fons Merkies                                                   | Boy Ecury                  |                        |
| 2004 | Mark van Platen                                                | Kees de jongen             |                        |
| 2005 | Paul M. van Brugge                                             | Alias Kurban Saïd          |                        |
| 2006 | Giorgio Tuinfort, Bart van de Lisdonk, Jos Jansen und Earforce | Bolletjes Blues            |                        |
| 2007 | Vincent van Warmerdam                                          | Kicks                      |                        |
| 2008 | Michiel Borstlap                                               | Tiramisu                   |                        |
| 2009 | Perquisite                                                     | Carmen van het Noorden     |                        |
| 2010 | Ernst Reijseger                                                | C'est déjà L'été           |                        |
| 2011 | Paleis van Boem                                                | De bende van Oss           |                        |
| 2012 | Helge Slikker                                                  | Kauwboy                    |                        |
| 2013 | New Cool Collective                                            | Toegetakeld door de Liefde |                        |
| 2014 | Christiaan Verbeek                                             | Helium                     |                        |
| 2015 | Palmbomen                                                      | Prins                      |                        |
| 2016 | Alex Simu                                                      | Beyond Sleep               |                        |
| 2017 | Junkie XL                                                      | Brimstone                  |                        |
| 2018 | Harry de Wit                                                   | Cobain                     |                        |
| 2019 | Rutger Reinders                                                | Dirty God                  |                        |